# Peter O’Toole
Peter Seamus O’Toole (* 2. August 1932 in Leeds, England; † 14. Dezember 2013 in London) war ein irischer Schauspieler. Neben der Arbeit im Theater trat er ab Mitte der 1950er Jahre in mehr als 90 Film- und Fernsehrollen in Erscheinung, die ihm unter anderem vier Golden Globe Awards, einen Emmy sowie acht Oscarnominierungen einbrachten. Den größten Erfolg feierte er mit Lawrence von Arabien. 2003 wurde er von der Academy of Motion Picture Arts and Sciences (AMPAS) mit dem Ehrenoscar für sein Lebenswerk geehrt.

## Leben

### Kindheit und Ausbildung
Peter O’Toole wurde 1932 im englischen Leeds als Sohn von Patrick Joseph O’Toole, einem irischen Buchmacher, und Constance Ferguson, einer schottischen Krankenschwester, geboren. O’Toole selbst gab an, in der Region Connemara im westirischen County Galway geboren zu sein, was jedoch durch das Geburtenregister widerlegt wird. Er wuchs größtenteils in Leeds unter ärmlichen Verhältnissen in einem irischen Einwandererviertel auf. Erst ab seinem elften Lebensjahr begann für O’Toole die Schulausbildung an der dortigen streng geleiteten Konventschule St. Anne’s, wo versucht wurde, ihm mit Anstrengung seine Linkshändigkeit abzugewöhnen.
Drei Jahre später verließ O’Toole die Schule und fand Anstellung als Laufbursche. Später arbeitete er als Fotograf und Journalist für die Zeitung Yorkshire Evening News, bevor er seinen Militärdienst bei der Royal Navy auf einem U-Boot antrat. Ab dem 17. Lebensjahr trat O’Toole als Laienschauspieler auf der Bühne auf. Nachdem er in Stratford-upon-Avon eine Bühnenadaption von König Lear mit Michael Redgrave in der Titelrolle gesehen hatte, fasste er den Entschluss, eine professionelle Schauspielkarriere zu verfolgen.

### Theaterrollen
1952 erhielt O’Toole ein Stipendium an der Royal Academy of Dramatic Arts, an der er zusammen mit Alan Bates, Albert Finney und Bryan Pringle studierte. Sein erstes Engagement hatte er am Bristol Old Vic Theatre, wo sein Talent nicht lange verborgen blieb und er bereits im Alter von 23 Jahren den Hamlet gab. Von Bristol aus führte sein Weg nach London und Stratford-upon-Avon, wo er bei der neu gegründeten Royal Shakespeare Company unter anderem den Petruchio in Der Widerspenstigen Zähmung spielte. 1987 folgte sein einziges Engagement am New Yorker Broadway, bei dem er in einem Revival von George Bernard Shaws Pygmalion als Professor Higgins auftrat.

### Erfolg als Filmschauspieler
Sein Fernsehdebüt hatte O’Toole Mitte der 1950er Jahre. Einem weltweiten Publikum wurde er jedoch vor allem durch seine zahlreichen Kinoauftritte bekannt, die sich nach seiner erfolgreichen Darstellung des rebellischen Private C. „Bammo“ Bamforthin in Willis Halls Antikriegsstück The Long and The Short and The Tall (Royal Court Theatre, 1959) anschlossen.
1962 spielte er die Titelrolle in David Leans Historienepos Lawrence von Arabien (1962), für das er seine erste Oscar-Nominierung, einen Golden Globe Award als Bester Nachwuchsdarsteller sowie den British Film Academy Award erhielt.
Es war der Beginn einer erfolgreichen Karriere, die ihm sieben weitere Oscarnominierungen als Bester Hauptdarsteller einbrachte: zwei für seine Darstellung König Heinrichs II. (Becket, 1964; Der Löwe im Winter, 1968); eine für seine Rolle als scheuer Englischlehrer, der sich in ein Showgirl verliebt (Goodbye, Mr. Chips, 1969); eine weitere für den Part des geisteskranken und tiefreligiösen britischen Aristokraten Jack Gurney (The Ruling Class, 1972); eine für seine Darstellung des rücksichtslosen Filmregisseurs Eli Cross (Der lange Tod des Stuntman Cameron, 1981) und eine für die des ehemals erfolgreichen, alkoholkranken Filmschauspielers Alan Swann, der mit seiner Fernseharbeit neues Terrain betritt (Ein Draufgänger in New York, 1982). Seine letzte Oscarnominierung erhielt O’Toole 2007 für die Hauptrolle in Roger Michells Tragikomödie Venus, in der er als wenig erfolgreicher Londoner Schauspielveteran durch seine Bekanntschaft mit einer ziellosen 19-Jährigen (gespielt von Jodie Whittaker) aus seiner Lethargie gerissen wird.
Anfang der 1990er Jahre legte er mit Loitering with Intent – the Child den ersten, von Kritikern hoch gelobten Band seiner Memoiren vor. Der zweite Band – Loitering with Intent – the Apprentice folgte einige Jahre später.
2003 erhielt O’Toole den Ehrenoscar für sein Lebenswerk. Er hatte sich zunächst geweigert, diesen Sonderpreis anzunehmen, und der Academy einen Brief geschrieben, in welchem er mitteilte, dass er „noch im Spiel“ sei und gern mehr Zeit hätte, um „den hübschen Kerl“ zu gewinnen. Die Academy antwortete, dass sie ihm den Oscar für sein Lebenswerk verleihen werde, ob er es nun wolle oder nicht. Im Januar 2007 in der Talkshow Charlie Rose erklärte er, dass ihn schließlich seine Kinder überzeugten, den Ehrenoscar anzunehmen. Sie machten ihn darauf aufmerksam, dass es die höchste Ehre in der Filmindustrie sei, diesen Preis verliehen zu bekommen. Der Oscar für sein Lebenswerk wurde ihm von Meryl Streep überreicht. Sein langjähriger Freund Kenneth Griffith jedoch zeigte sich bitter enttäuscht darüber, dass O’Toole sich herabgelassen habe, einen solch „lächerlichen Preis“ zu akzeptieren.
Im Juli 2012 gab O’Toole bekannt, sich von Film und Theater zurückziehen zu wollen. „Ich habe nicht mehr das Herz dafür, und es wird auch nicht mehr zurückkommen“, so seine Pressemitteilung. Er starb nach längerer Krankheit am 14. Dezember 2013 im Alter von 81 Jahren in London.
Ab 1962 wurde Peter O’Toole lange Jahre von Sebastian Fischer synchronisiert. Ab 1982 war Jürgen Thormann seine neue deutsche Standardstimme, so auch in seinem Auftritt in Die Tudors, allerdings sprach Fischer zwischen 1984 und 1998 O’Toole noch in drei Filmen.

### Privatleben
Peter O’Toole lebte in London und zählte Cricket zu seinen Hobbys. In seiner von 1959 bis 1979 dauernden Ehe mit der walisischen Schauspielerin Siân Phillips wurde er der Vater zweier Töchter (Kate, * 1960, Schauspielerin, und Pat, * 1963, Schauspiellehrerin und Regisseurin). O’Toole war ein trinkfreudiger Lebemann, dem Liebschaften mit zahllosen Frauen nachgesagt wurden. Aus einer Beziehung mit dem US-amerikanischen Model Karen Brown ging ein Sohn (Lorcan O’Toole, * 1983, Schauspieler) hervor, um den 1988 ein in den Medien vielbeachteter Sorgerechtsstreit entbrannte.

## Filmografie (Auswahl)
- 1960: Entführt – Die Abenteuer des David Balfour (Kidnapped)
- 1960: Im Land der langen Schatten (Ombre bianche)
- 1962: Lawrence von Arabien (Lawrence of Arabia)
- 1964: Becket (Becket)
- 1965: Lord Jim
- 1965: … die alles begehren (The Sandpiper)
- 1965: Was gibt’s Neues, Pussy? (What’s New, Pussycat?)
- 1966: Wie klaut man eine Million? (How to Steal a Million)
- 1966: Die Bibel (The Bible: In the Beginning…)
- 1967: Die Nacht der Generale (The Night of the Generals)
- 1967: Casino Royale
- 1968: Der Löwe im Winter (The Lion in Winter)
- 1968: Die große Katherina (Great Catherine)
- 1969: Goodbye, Mr. Chips
- 1971: Das Wiegenlied der Verdammten (Murphy’s War)
- 1972: The Ruling Class
- 1972: Unter dem Milchwald (Under Milk Wood)
- 1972: Der Mann von La Mancha (Man of La Mancha)
- 1975: Unternehmen Rosebud (Rosebud)
- 1975: Freitag und Robinson (Man Friday)
- 1976: Foxtrott (Foxtrot)
- 1976: Rogue Male – Einzelgänger, männlich (Rogue Male)
- 1978: Power Play
- 1979: Die letzte Offensive (Zulu Dawn)
- 1979: Caligula (Caligola)
- 1980: Der lange Tod des Stuntman Cameron (The Stunt Man)
- 1981: Masada (Fernseh-Miniserie)
- 1982: Ein Draufgänger in New York (My Favorite Year)
- 1984: Kim – Geheimdienst in Indien (Kim)
- 1984: Supergirl
- 1985: Creator – Der Professor und die Sünde (Creator)
- 1986: Club Paradise
- 1987: Der letzte Kaiser (The Last Emperor)
- 1988: High Spirits
- 1989: Der Rattenfänger (Pied Piper)
- 1990: The Rainbow Thief
- 1990: Hotel zur Unsterblichkeit (Wings of Fame)
- 1991: King Ralph
- 1994: Fackeln im Sturm (Heaven & Hell: North & South, Book III)
- 1996: Gullivers Reisen (Gulliver’s Travels)
- 1997: Fremde Wesen (FairyTale: A True Story)
- 1998: Rosamunde Pilcher: Heimkehr (Coming Home)
- 1998: Phantoms
- 1999: Molokai: The Story of Father Damien
- 1999: Jeanne d’Arc – Die Frau des Jahrtausends (Joan of Arc)
- 2002: Bis zum letzten Vorhang (The Final Curtain)
- 2002: Global Heresy
- 2003: Hitler – Aufstieg des Bösen (Hitler: The Rise of Evil)
- 2003: Bright Young Things
- 2003: Augustus – Mein Vater der Kaiser (Imperium: Augustus)
- 2004: Troja (Troy)
- 2005: Casanova (TV-Miniserie)
- 2005: Lassie kehrt zurück (Lassie)
- 2006: Venus
- 2006: Eine Nacht mit dem König (One Night with the King)
- 2007: Die Tudors (The Tudors)
- 2007: Ratatouille
- 2007: Der Sternwanderer (Stardust)
- 2008: Dean Spanley
- 2008: Das Weihnachtshaus (The Christmas Cottage)
- 2012: Eldorado
- 2012: Gottes General – Schlacht um die Freiheit (For Greater Glory: The True Story of Cristiada)
- 2014: Katharina von Alexandrien (Katherine of Alexandria oder Decline of an Empire)
- 2015: Diamond Cartel/The Whole World at Our Feet (Гауһар картель; Бриллиантовый картель oder Весь мир у наших ног)

## Veröffentlichte Autobiografien
- 1992: Loitering with Intent: the Child (London: Macmillan, ISBN 978-0-333-53797-8)
- 1996: Loitering with intent: the Apprentice (London: Macmillan, ISBN 978-0-333-53797-8)

## Auszeichnungen
In seiner Karriere wurde Peter O’Toole für über 60 Film- und Fernsehpreise nominiert, von denen er mehr als 20 gewinnen konnte. Mit acht erhaltenen Oscar-Nominierungen zwischen 1963 und 2007 in der Kategorie Bester Hauptdarsteller ist er der am häufigsten nominierte, jedoch niemals ausgezeichnete Schauspieler. Allerdings erhielt er 2003 den Spezialpreis Ehrenoscar für sein Lebenswerk.
Ehrungen
- 1963: Golden Globe Award für Lawrence von Arabien (Bester Nachwuchsdarsteller)
- 1963: British Film Academy Award für Lawrence von Arabien (Bester britischer Darsteller)
- 1963: Laurel Award für Lawrence von Arabien (Bester Nachwuchsdarsteller)
- 1964: David di Donatello für Lawrence von Arabien (Bester ausländischer Darsteller)
- 1965: Golden Globe Award für Becket (Bester Hauptdarsteller – Drama)
- 1965: Premio Sant Jordi für Becket (Bester ausländischer Darsteller)
- 1967: David di Donatello für Die Nacht der Generale (Bester ausländischer Darsteller)
- 1969: Golden Globe Award für Der Löwe im Winter (Bester Hauptdarsteller – Drama)
- 1970: National Board of Review Award für Goodbye, Mr. Chips (Bester Hauptdarsteller)
- 1970: Golden Globe Award für Goodbye, Mr. Chips (Bester Hauptdarsteller – Komödie oder Musical)
- 1970: David di Donatello für Goodbye, Mr. Chips (Bester ausländischer Darsteller)
- 1972: National Board of Review Award für The Ruling Class und Der Mann von La Mancha (Bester Hauptdarsteller)
- 1981: National Society of Film Critics Award für Der lange Tod des Stuntman Cameron (Bester Hauptdarsteller)
- 1984: Premio Sant Jordi für Ein Draufgänger in New York (Bester ausländischer Darsteller)
- 1987: CableACE Award für The Ray Bradbury Theater: Banshee (Bester Darsteller in einer Drama-Fernsehserie)
- 1988: David di Donatello für Der letzte Kaiser (Bester Nebendarsteller)
- 1988: Commandeur des Arts et Lettres
- 1999: Emmy für Jeanne d’Arc – Die Frau des Jahrtausends (Bester Nebendarsteller in einem Fernsehmehrteiler oder -film)
- 2002: Darstellerpreis des Cherbourg-Octeville Festival of Irish & British Film für Bis zum letzten Vorhang
- 2002: Telegatto (Fernseh-Spezialpreis)
- 2003: Ehrenoscar für sein Lebenswerk
- 2004: Irish Film and Television Award für Troja (Bester Nebendarsteller in einem Kino- oder Fernsehfilm)
- 2006: Ehrenpreis für das Lebenswerk der Las Vegas Film Critics Society
- 2009: Irish Film and Television Award für Die Tudors (Bester Nebendarsteller – Fernsehen)
- 2009: New Zealand Film and TV Award für Dean Spanley (Bester Nebendarsteller – Spielfilm)

Nominierungen
- 1963: Golden-Globe-Nominierung für Lawrence von Arabien (Bester Hauptdarsteller – Drama)
- 1963: Oscar-Nominierung für Lawrence von Arabien (Bester Hauptdarsteller)
- 1963: 4. Platz bei den Laurel Awards für Lawrence von Arabien (Bester Hauptdarsteller – Drama)
- 1964: 2. Platz bei den New York Film Critics Circle Awards für Becket (Bester Hauptdarsteller)
- 1965: Oscarnominierung für Becket (Bester Hauptdarsteller)
- 1965: 4. Platz bei den Laurel Awards für Becket (Bester Hauptdarsteller – Drama)
- 1965: Nominierung für den British Film Academy Award für Becket (Bester britischer Darsteller)
- 1968: 3. Platz bei den New York Film Critics Circle Awards für Der Löwe im Winter (Bester Hauptdarsteller)
- 1969: Oscarnominierung für Der Löwe im Winter (Bester Hauptdarsteller)
- 1970: Oscarnominierung für Goodbye, Mr. Chips (Bester Hauptdarsteller)
- 1973: Golden-Globe-Nominierung für Der Mann von La Mancha (Bester Hauptdarsteller – Komödie oder Musical)
- 1973: Oscarnominierung für The Ruling Class (Bester Hauptdarsteller)
- 1980: 2. Platz bei den New York Film Critics Circle Awards für Der lange Tod des Stuntman Cameron (Bester Hauptdarsteller)
- 1981: Golden-Globe-Nominierung für Der lange Tod des Stuntman Cameron (Bester Hauptdarsteller – Drama)
- 1981: Oscarnominierung für Der lange Tod des Stuntman Cameron (Bester Hauptdarsteller)
- 1981: Emmy-Nominierung für Masada (Bester Hauptdarsteller in einer limitierten Serie oder Special)
- 1982: Golden-Globe-Nominierung für Masada (Bester Hauptdarsteller in einem Fernsehmehrteiler oder -film)
- 1982: 3. Platz bei den New York Film Critics Circle Awards für Ein Draufgänger in New York (Bester Hauptdarsteller)
- 1983: 3. Platz bei den National Society of Film Critics Awards für Ein Draufgänger in New York (Bester Hauptdarsteller)
- 1983: Golden-Globe-Nominierung für Ein Draufgänger in New York (Bester Hauptdarsteller – Komödie oder Musical)
- 1983: Oscarnominierung für Ein Draufgänger in New York (Bester Hauptdarsteller)
- 1985: Nominierung für die Goldene Himbeere für Supergirl (Schlechtester Hauptdarsteller)
- 1987: Nominierung für die Goldene Himbeere für Club Paradise (Schlechtester Nebendarsteller)
- 1989: Nominierung für den British Academy Film Award für Der letzte Kaiser (Bester Nebendarsteller)
- 2000: Golden-Globe-Nominierung für Jeanne d’Arc – Die Frau des Jahrtausends (Bester Nebendarsteller in einer Fernsehserie, -mehrteiler oder -film)
- 2003: Emmy-Nominierung für Hitler – Aufstieg des Bösen (Bester Nebendarsteller in einem Fernsehmehrteiler oder -film)
- 2004: Ehrenpreis für das Lebenswerk des Savannah Film and Video Festival
- 2006: Nominierung für den British Independent Film Award für Venus (Bester Hauptdarsteller)
- 2006: Nominierung für den Chicago Film Critics Association Award für Venus (Bester Hauptdarsteller)
- 2006: Nominierung für den Dallas-Fort Worth Film Critics Association Award für Venus (Bester Hauptdarsteller)
- 2006: Satellite-Award-Nominierung für Venus (Bester Hauptdarsteller – Komödie/Musical)
- 2007: Nominierung für den Broadcast Film Critics Association Award für Venus (Bester Hauptdarsteller)
- 2007: 2. Platz bei den National Society of Film Critics Awards für Venus (Bester Hauptdarsteller)
- 2007: Nominierung für den Online Film Critics Society Award für Venus (Bester Nebendarsteller)
- 2007: Nominierung für den Screen Actors Guild Award für Venus (Bester Hauptdarsteller)
- 2007: Golden-Globe-Nominierung für Venus (Bester Hauptdarsteller – Drama)
- 2007: Nominierung für den British Academy Film Award für Venus (Bester Hauptdarsteller)
- 2007: Oscarnominierung für Venus (Bester Hauptdarsteller)
- 2009: Nominierung für den Irish Film and Television Award für Dean Spanley (Bester Nebendarsteller – Film)
- 2009: Nominierung für die Goldene Nymphe des Festival de Télévision de Monte-Carlo für Die Tudors (Bester Darsteller in einer Drama-Fernsehserie)
- 2009: Nominierung für den London Critics Circle Film Award für Dean Spanley (Bester Nebendarsteller)